# Sigmund Freud

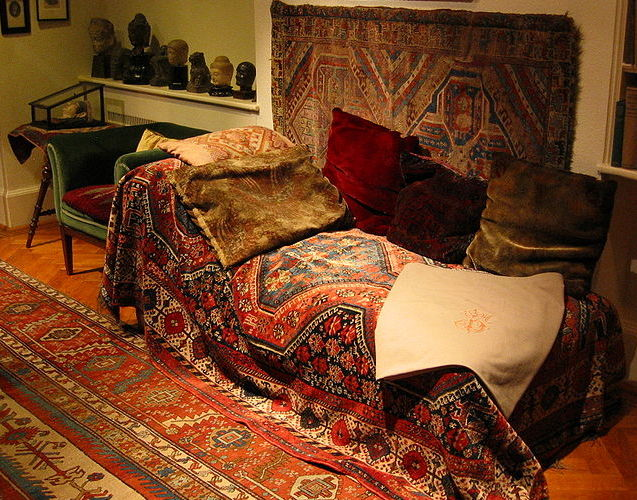
Freuds divan i hans mottagning i London.

Sigmund Freud (tyska: [ˈziːkmʊnt ˈfʁɔʏt]), ursprungligen Sigismund Schlomo Freud, född den 6 maj 1856 i moraviska Freiberg i dåvarande Österrike-Ungern (nuvarande Příbor i Tjeckien), död 23 september 1939 i London, var en österrikisk läkare, neurofysiolog, psykoanalytiker, kulturteoretiker och religionskritiker. Han grundade psykoanalysen och betraktas som en av 1900-talets mest inflytelserika tänkare, inte bara vad gäller utvecklingen av psykoterapi utan även vad gäller synen på människan. Hans teorier och terapeutiska metoder diskuteras, kritiseras och tillämpas än idag inom flera akademiska och kulturskapande fält. Grundläggande var hans bok Drömtydning (1900), i vilken Freud argumenterade för drömmen som en väg till förståelse av det omedvetna i psykoanalytisk mening. Verket brändes demonstrativt under de omfattande bokbålen i Nazityskland 1933, tillsammans med Imago, den psykoanalytiska kvartalstidskrift som Freud var ansvarig utgivare för från 1912 och fram till 1937. En källkritisk utgåva av hans samlade skrifter utgavs på svenska i tolv band åren 1996–2011.

## Biografi

### Tidiga år och utbildning

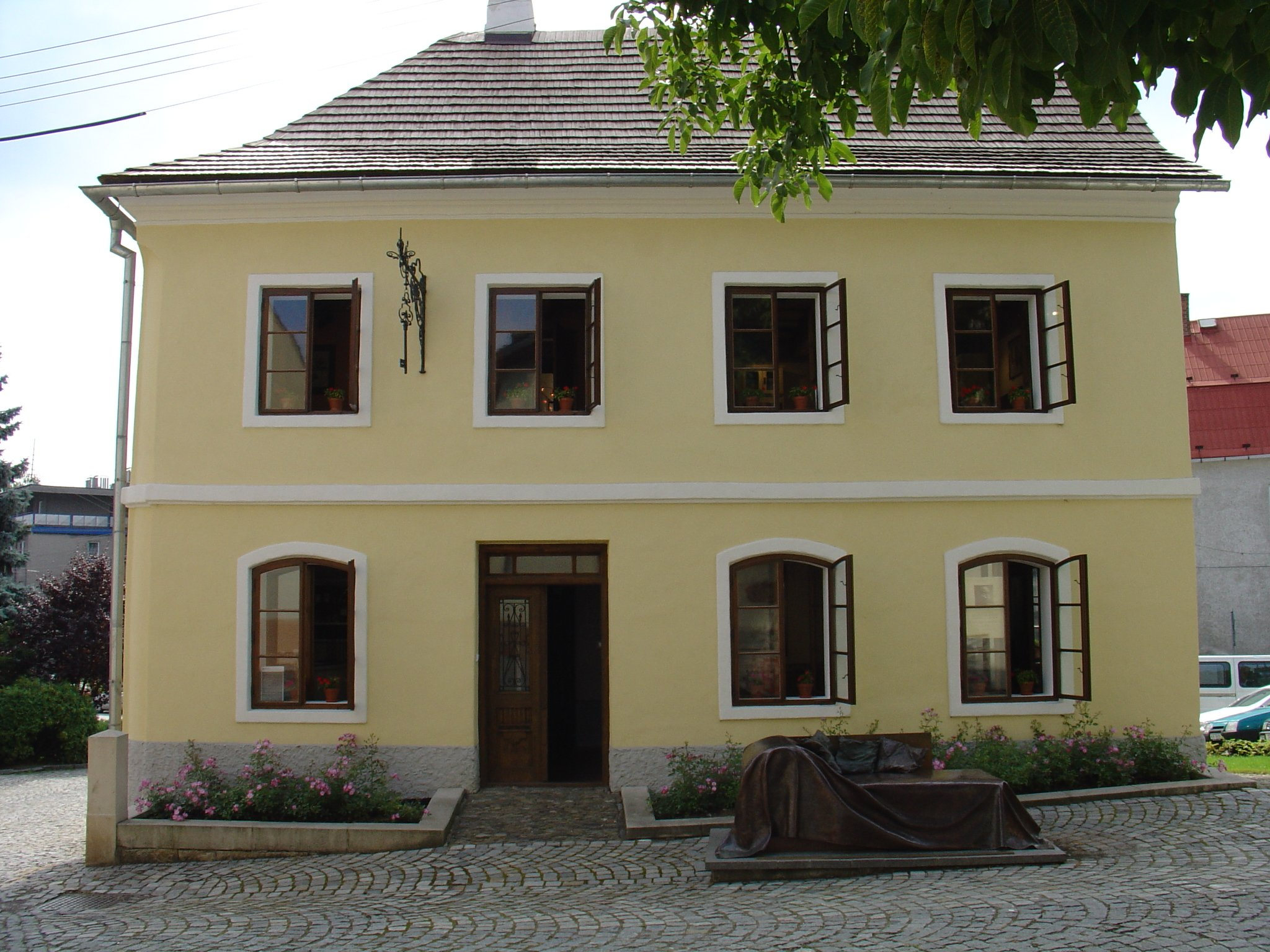
Sigmund Freuds födelsehus i Příbor.

Sigmund Freud föddes som första barn av åtta i Jakob Freuds (1815–1896) tredje äktenskap med Amalia, född Nathansohn (1835–1930), i staden Příbor eller Freiberg in Mähren som den hette då. Från sitt första äktenskap hade fadern ytterligare två barn som var vuxna när Sigmund föddes. Familjen flyttade till Wien då Freud var tre år och fadern, som var ullhandlare, hade fått ekonomiska bekymmer. I Wien studerade Freud medicin. Som underläkare valde han den medicinska inriktningen neurologi.

### Tidiga yrkesår
Från början planerade Freud en rent vetenskaplig bana men valde att specialisera sig inom neurologi för att öppna privat praktik. Under Carl Claus forskade Freud inom zoologi för att sedan under Ernst Wilhelm von Brücke arbeta i Brückes fysiologiska laboratorium. I labbet dominerade Helmholtz teori (att beskriva alla biologiska fenomen med fysikaliska begrepp).
Freud blev senare mycket intresserad av kokainets effekter och rekommenderade det som behandling vid ett flertal olika sjukdomstillstånd, bland annat som behandling mot morfinberoende. 1885 tilldelades han titeln "Privatdozent", framför allt för sina skrifter om kokain, men även för en artikel om infärgning av neurologiska preparat.

### Hysteri och teorier
Freud erbjöds ett stipendium som möjliggjorde en fyra månader lång vistelse i Paris vintern 1885–1886. Där på hospitalet la Salpêtrière fick han följa professor Jean-Martin Charcots demonstrationer av hur hysteriska kvinnor under hypnos kunde förmås att uppvisa pseudoneurologiska symptom som exempelvis epilepsiliknande anfall och svimningar.
Under andra hälften av 1800-talet var hysteri en mycket vanlig diagnos, särskilt bland kvinnor. Hysterikan led av en rad mer eller mindre dramatiska symptom som det inte gick att finna några fysiologiska orsaker till. Hysterin betraktades därför vanligtvis som ett uttryck för ärftliga defekter och degeneration. Upptäckten att dessa symptom kunde suggereras under hypnos fick avgörande betydelse för Freuds fortsatta karriär. Väl hemkommen till Wien övergav han forskningen och öppnade en privatklinik. Huvuddelen av hans patienter var hysterikor och han försökte hjälpa dem med olika metoder. Det visade sig dock ganska snart att patienterna inte ville underkasta sig hypnos. I stället sökte de utlopp genom att vilja tala om sina innersta känslor och tankar.
Freud hade under tiden i Ernst Wilhelm von Brücke laboratorium kommit i kontakt med Josef Breuer och med denne diskuterat fallet Anna O, en ung kvinna som genom sin egen behandlingsmetod chimney sweeping hade lyckats bli i stort sett symptomfri. Att "feja skorstenen" innebar för Anna O att hon i detalj fick tala med sin läkare om den situation där symptomen först uppkom. Hennes lyckosamma försök att själv göra sig frisk intresserade Freud. I boken Studier i hysteri (Studien über hysterie) (1895) beskriver Freud och Breuer en rad intressanta sjukdomsfall. Man börjar nu också använda termer som bortträngning och det omedvetna för att förklara det psykologiska skeendet bakom de hysteriska symptomen. Här beskrivs också hur sexuella faktorer är av betydelse för uppkomst av neuroser.
Freud tvingas konstatera att han inte kommer någonvart med sina hysteriska patienter om han inte lyssnar och i djupare mening försöker förstå vad de har att berätta. Han ger upp hypnosen som behandlingsmetod  och låter patienten berätta fritt om sitt inre liggande på en soffa. Själv sitter han vid sidan om soffan, bakom patientens huvud, och lyssnar koncentrerat. Metoden kallas fri association och den psykoanalytiska behandlingen är på väg att få sin form. Den fria associationen innebär en möjlighet för patienten att nå fram till omedvetna delar av sitt psyke.

### Vidare forskning
Under sitt fortsatta teoribygge tänkte sig Freud att minnen och erfarenheter från tidig barndom omedvetet påverkar människans fortsatta psykiska utveckling. Han tyckte sig finna ett orsakssamband mellan tidiga traumatiska (ofta incestuösa) sexuella erfarenheter och hysteriska symptom. Kritiken lät inte vänta på sig, och Freud retirerade. Men som så ofta öppnades i stället en annan, mer möjlig, väg. I sitt fortsatta teoretiserande utgick Freud från den primära betydelsen av omogna och omedvetna fantasier bakom senare symptomutveckling. Nu tillkom teorin om den psykosexuella utvecklingen och dess faser.
Freud brevväxlade med öron-, näs- och halsläkaren Willhelm Fliess, från Berlin. De hade träffats genom Breuer och under denna brevväxling, strax efter Freuds faders död, använde sig Freud av självdiagnos, där han försökte inse sina egna motiv bakom drömmar och inre konflikter. Det var under denna tid Freud utvecklade oidipuskomplexet och övergav i och med detta förförelseteorin (att neuros beror på att vuxen av motsatt kön förfört barnet).
Möjligen var det de praktiska problemen med detta tillvägagångssätt som fick honom att ta en mer idealistisk vändning och mer fokusera på fantasiers och tankars påverkan på människan – oberoende av deras koppling till verkligheten. Här ingår den topografiska modellen för människans medvetande, som skiljer medvetna, förmedvetna och omedvetna tankar och önskningar åt, vilket skapar konflikter i människans psyke som måste lösas.

### Senare år
Vid mitten av 1920-talet kom Freud genom sin strukturella modell att betona konflikter mellan våra biologiska drifter (Detet) och samhällets regler som vi internaliserat (Överjaget), som Jaget måste kompromissa mellan. (På svenska finns viktiga skrifter i ämnet samlade i volymen Jaget och detet, Natur & Kultur 1986.) I mitten av 1920-talet växte även den surrealistiska konststilen fram där man tog till Freuds teorier i sina försök att återskapa människans omedvetna tankeprocesser i konst, litteratur och film.
Freuds förmåga att övertyga gjorde att han kunde skapa en stor psykoanalytisk skolbildning som spred sig snabbt över världen. Han fick många efterföljare som mer eller mindre ortodoxt utvecklade hans teorier. Bland de mest kända finns Anna Freud, Carl Gustav Jung, Alfred Adler, Erik H. Erikson, Melanie Klein, Wilhelm Reich och Daniel Stern.

## Patienter
Freud använde pseudonymer i sina fallbeskrivningar. Ett flertal av de personer som endast omnämndes under pseudonymer spårades tillbaka till sina rätta identiteter av historikern Peter Swales. Några av patienterna kända under sina pseudonymer är Anna O (Bertha Pappenheim, 1859–1936); Cäcilie M. (Anna von Lieben); Dora (Ida Bauer, 1882–1945); Frau Emmy von N. (Fanny Moser); Fräulein Elisabeth von R. (Ilona Weiss); Fräulein Katharina (Aurelia Kronich); Fräulein Lucy R.; Lille Hans (Herbert Graf, 1903–1973); Råttmannen (Ernst Lanzer, 1878–1914); och Vargmannen (Sergej Pankejev, 1887–1979). Andra kända patienter var H.D. (1886–1961); Emma Eckstein (1865–1924); Gustav Mahler (1860–1911), med vilken Freud endast hade en enda, utdragen konsultation; och prinsessan Marie Bonaparte. Kritiker hävdar att bland alla sina patienter var Freud "oförmögen att dokumentera en enda otvetydigt framgångsrik behandling"
Personer som Freud publicerade psykoanalytiska observationer om utan att ha haft som patienter var bland annat Daniel Paul Schreber (1842–1911); Giordano Bruno, Woodrow Wilson (1856–1924), om vilken Freud som medförfattare bidrog till en analys med William Bullitt som huvudförfattare; Michelangelo som Freud analyserade i sin essä "The Moses of Michelangelo"; Leonardo da Vinci analyserad i Freuds bok Leonardo da Vinci and a Memory of His Childhood; Moses i Freuds bok Moses and Monotheism; och Josef Popper-Lynkeus i Freuds uppsats "Josef Popper-Lynkeus and the Theory of Dreams".

## Kritik
Medan delar av Freuds arbetssätt – att lyssna koncentrerat och vara lyhörd för associationer – kom att anammas och fortfarande är viktig i den framväxande psykoanalysen och psykoterapin, möttes hans teorier och brist på strikt vetenskaplig metod från början av kritik som blivit än mer uttalad mot slutet av 1900-talet.
Kritik har också förts fram av, bland andra, Max Scharnberg som hävdar att Sigmund Freud förfalskade mycket av sin forskning för att den skulle passa hans teorier. Även psykologen Billy Larsson har gett ut en kritisk granskning av Freud och myterna kring honom.
Således har det hävdats att Freud publicerade sex längre fallbeskrivningar men att i själva verket blev inget av dessa fall botade. Freud uppgav i en studie gällande hysteri att han botat 18 patienter men det har hävdats de flesta patienter troligen var påhittade och de övriga inte blev botade.
En annan kritik har riktat in sig på Freuds syn på kvinnor. Freud motsatte sig kvinnorörelsen och hans syn på kvinnors psykologi har kritiserats som kvinnofientlig.
Freud missbrukade kokain. Han gav även kokain till sina patienter. Ett exempel var när han gav kokaininjektioner för att bota ett morfinmissbruk hos en patient och sedan genast publicerade resultatet som en framgång. I själva verket utvecklade patienten ett dubbelt missbruk vilket det har hävdats att Freud hela tiden kände till.
Flera av Freuds och hans dotter Annas patienter begick självmord. Flera gånger skedde det i, eller i närheten av, Freuds bostad. Självmordsfrekvensen var även hög bland psykoanalytikerna själva.